# Passaporte belizenho
Os passaportes belizenhos ou belizenses são emitidos para cidadãos de Belize para viajar para fora de Belize. O passaporte é um passaporte do CARICOM  pois Belize é membro da Comunidade do Caribe.

## Aparência e emissão
A emissão de passaportes é regida pela Lei de Passaportes (Cap. 164.
No início de 2004, Belize sofreu uma "crise de passaportes" devido à falta de passaportes em branco quando uma entrega do fornecedor de passaportes De La Rue, com sede no Reino Unido, foi atrasada. O Ministério do Interior tentou lidar com a crise recolhendo documentos em branco de passaportes não utilizados de missões diplomáticas de Belize no exterior, enquanto os jornais instavam aqueles que não precisavam imediatamente de passaportes a esperar até setembro ou outubro, quando a transição para os novos passaportes legíveis por máquina começaria. O problema terminou em agosto, embora tenham persistido atrasos na emissão de até quatro semanas.
Em 2009, Belize começou a emitir passaportes no design comum da CARICOM, com recursos de segurança adicionais, como impressão em talhe doce de determinado texto, um padrão guilhochê nas páginas internas e uma "imagem fantasma" nas páginas do biodado.

## Declaração de passaporte
Os passaportes de Belize contêm em sua capa interna as seguintes palavras apenas em inglês:
The Governor-General of Belize requests and requires all those whom it may concern to allow the bearer to pass freely without let or hindrance and to afford such assistance and protection as may be necessary.

## Requisitos de visto
Em março de 2019, os cidadãos de Belize tinham isenção de visto ou visto na chegada para acesso a 100 países e territórios, classificando o passaporte de Belize em 51º em termos de liberdade de viagem (vinculado ao passaporte sul-africano) de acordo com o índice de restrições de visto Henley.